# Chaufför

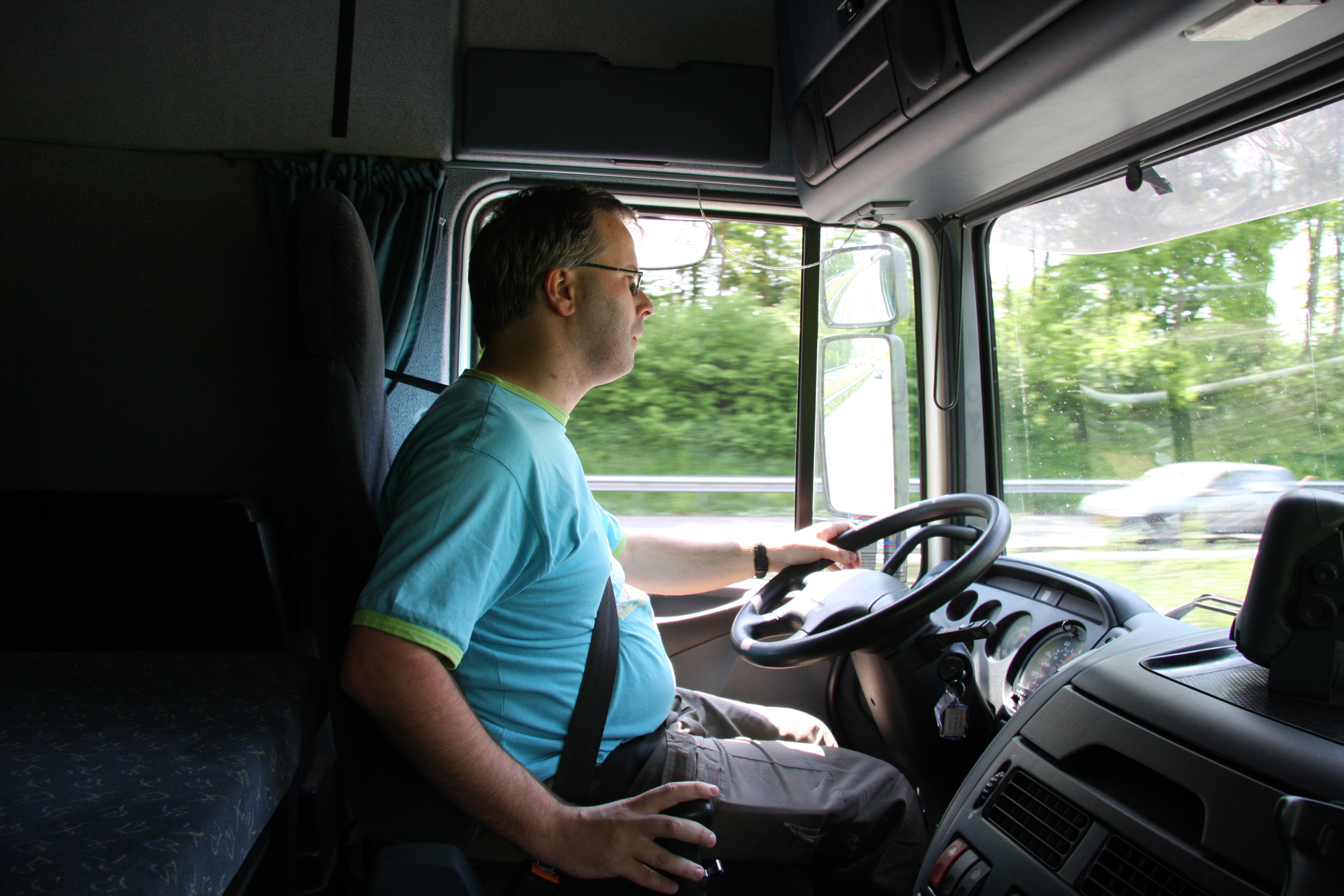
En chaufför.

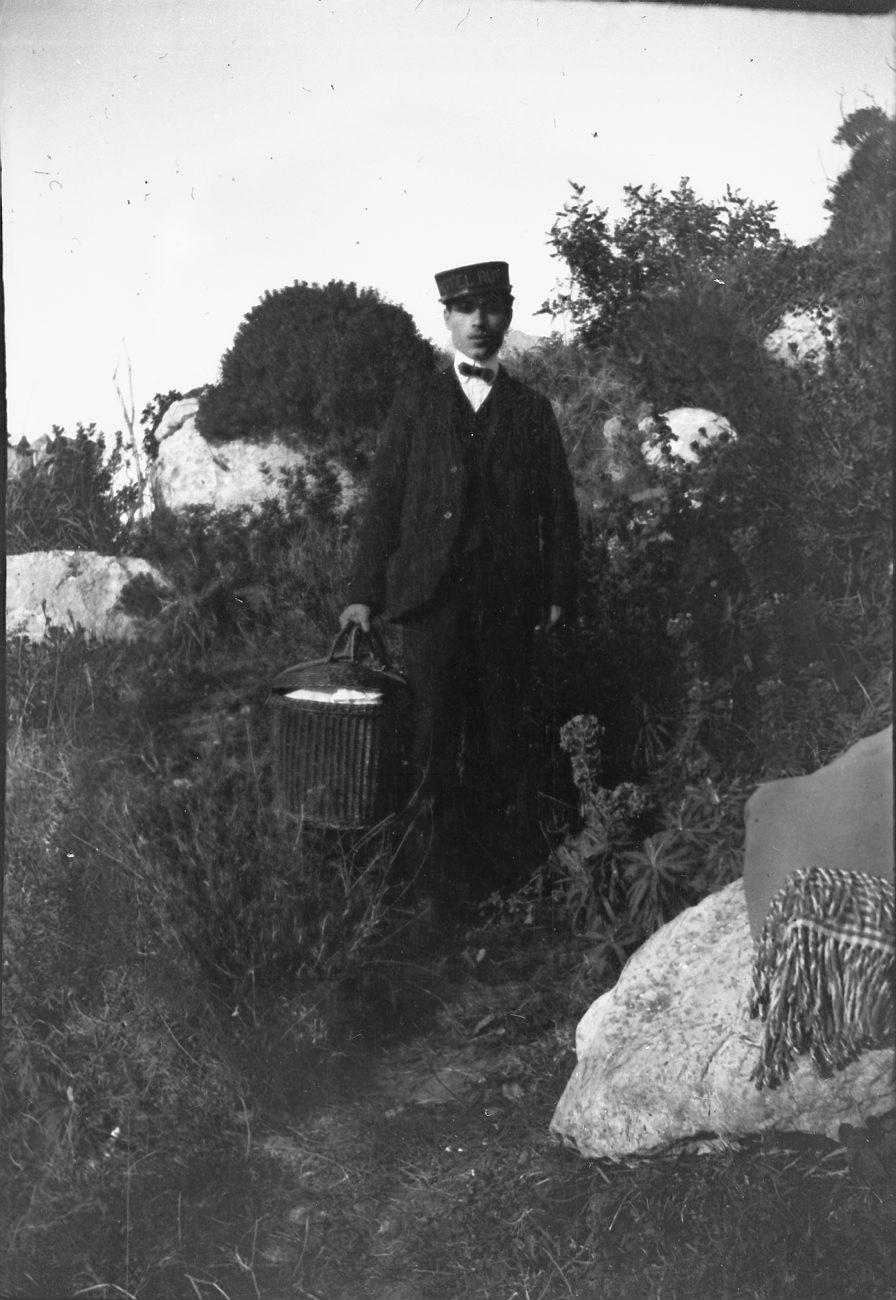
En chaufför i äldre tid.

Livré för chaufför.

Chaufför, av franska chauffeur "eldare", eller förare är en person som är professionell förare av ett motordrivet fordon. Detta innebär att chauffören endera är anställd, eller är egenföretagande som t.ex. lastbilsåkare eller taxiåkare.
En chaufför framför fordon för transport av antingen passagerare eller någon form av last.
Olika typer av chaufförer förekommer som till exempel busschaufförer, lastbilschaufförer och taxichaufförer. I Sverige organiseras chaufförerna av Transportarbetarförbundet.
Affärsfolk anger många olika nyttor med att anlita en privatchaufför, så som bekvämlighet, produktivitet och tidbesparing. Bättre trafiksäkerhet är ett viktigt argument både för affärsfolk och äldre. Den lägre olycksrisken märks också genom att försäkringskostnaden för exklusiva bilar ofta är lägre om fordonet endast körs av en utvald chaufför. 
Många företag nöjer sig inte med att deras chaufförer har körkort och lång erfarenhet som förare, utan låter dem även gå speciella utbildningar. Exempel på inriktningar är skonsam körning, vinterutbildning, körning med fyrhjulsdrift, hantering av punktering i hög fart samt för limousinföretag även skyddsteknik . Utbildning i sparsam körning har för många företag medfört både sänkt drivmedelsförbrukning och minskade utsläpp av bland annat växthusgasen koldioxid. 
De flesta är anställda av diverse företag, medan en privatchaufför är en person, ofta manlig, som är direkt anställd av sin arbetsgivare att köra. Privatchaufför kan ses som en form av hushållspersonal, även om de inte arbetar i hushåll.
En lastbilschaufför med specialkompetens kan arbeta inom en rad olika områden:
- Distributionschaufför
- Fjärrbils-/utlandschaufför
- Bohags- och flyttbilschaufför
- Bygg- och anläggningschaufför
- Kranbilschaufför
- Specialtransportchaufför
- Liftdumper- och lastväxlarchaufför
- Renhållningschaufför
- Slam- och spolbilschaufför
- Tank- och bulkbilschaufför
- Timmerbilschaufför
- Djurtransportchaufför

Intervjuer med lastbilschaufförer visar att många uppskattar yrket för dess frihet. En undersökning bland ungdomar visar att det är inte ovanligt att uppfatta lastbils-/långtradarchaufför som ett drömyrke. 
Trots en positiv bild av ett självständigt yrke, råder en ökande brist på lastbilschaufförer både i Sverige och i synnerhet i Europa. Enbart i Sverige behövs 7 000 nya chaufförer inom ett år, vilket motsvarar 6 % av yrkeskåren. I vissa europeiska länder är motsvarande siffra 15 %, vilket innebär att 100 % uppnås inom 7 år (förenklat: "alla byts ut"). Även inom andra chaufförsyrken råder stor brist. Bristen på kompetenta busschaufförer har av Riksdagens trafikutskott t o m uppmärksammats som ett hot mot en fungerande kollektivtrafik .
En undersökning har kartlagt varför yrkesförare byter yrke eller förtidspensioneras. Resultaten visar att oregelbundna arbetstider, muskuloskeletala besvär och missnöje med låg lön är huvudorsak bland yngre chaufförer. Äldre chaufförer slutar främst på grund av hälsoskäl, så som muskuloskeletala besvär eller hjärtsjukdom. 
I Sverige är grundlönen för en lastbilschaufför ca 22 500 kr/mån (2007). För busschaufförer uppger Gamla Uppsala Buss att de betalar en grundlön på 20 650 kr/mån (2012).
För motsvarande yrke vad gäller tåg, båttrafik och flyg, se lokförare, kapten och pilot.

## Arbetsmiljö
Lastbils- och långtradarchaufförer är en yrkesgrupp med ovanligt hög risk för arbetsolyckor. De drabbas av dubbelt så många anmälda arbetsolyckor jämfört med genomsnittsyrket. En dryg fjärdedel av arbetsolyckorna har orsakats av fall. Nästan lika många beror på tunga lyft och liknande. Att man själv eller någon annan tappat kontrollen över sitt fordon ligger bakom en femtedel av olyckorna. Detta innebär att trafiksäkerhet är en viktig del av yrkesförarnas arbetsmiljö, vilket har uppmärksammats genom en rad kampanjer från Arbetsmiljöverket.
Många lastbilschaufförer har också problem med sin hälsa. Gruppen har oftare än genomsnittsarbetstagaren ont i nacke, axlar, armar, rygg, ländrygg, höfter, ben, knän och fötter. 
När det gäller studier av ohälsa, framförs ibland dåliga matvanor som ett problem för lastbilschaufförer. På detta område kan det finnas fog för att särskilja mellan olika typer av förare och inte behandla dem som en homogen grupp. Medan många långtradarchaufförer har problem med att få vällagad mat på regelbundna tider, kan bättre närhet till hemmet ofta ge t.ex. timmerbilschaufförer fördelar på området.
Yrkesförare som kör på ojämna underlag har ofta problem med färdvibrationer. Detta gäller exempelvis vid körning av terrängskoter . Olika typer av helkroppsvibration (skakningar, "skumpanden", långsamt böljande rörelser som ger åksjuka) kan också vara till men för yrkesförare som kör på ojämna landsvägar . Ett samarbetsprojekt  mellan Vägverken i Sverige, Norge, Finland, Island och Skottland har visat att det effektivaste sättet att minska lågfrekventa skumpande färdvibrationer är att eliminera dem vid källan, genom att reparera långvågiga vägojämnheter. Studien visade att medan lastbilars fjädringssystem kan isolera föraren från snabba skakningar med upp till drygt 99 procent, är det inte ovanligt att systemen förstärker lågfrekvent vibration till mer än dubbla intensiteten från hjulen upp till förarsitsen. Att minimera vibrationer vid källan, snarare än att dämpa dem, är också en grundprincip i Arbetsmiljöverkets föreskrift om yrkesmässig exponering för vibrationer.
Inom ramen för Statens offentliga utredningar har busschaufförers hälsa och arbetsvillkor kartlagts. I den psykosociala arbetsmiljön pekades på att man dagligen påverkas av en rad olika stressorer som trafikstockningar, fordon som står parkerade i körfältet, för snålt tilltagna tidtabeller, irriterade eller bråkiga passagerare, krånglande bussar och gropiga och/eller hala vägar. Förarna ställs ofta inför två konflikter: den ena mellan att hålla tidtabellen och att köra säkert, den andra mellan att hålla tidtabellen och att ge god service till passagerarna. Vad de än väljer riskerar de klagomål från både resenärer och arbetsgivaren. De kan öka hastigheten för att inte hamna efter tidtabellen, något som kan äventyra säkerheten för både dem och passagerarna. Många gånger tvingas därför bussförare att stå över sina raster. Andra problemområden är bristande kontroll över den egna arbetssituationen, besvärliga arbetstider så som delade pass, social isolering samt våld och hot. I busschaufförernas fysiska arbetsmiljö pekades på problem med dålig ergonomi, avgaser, kraftiga temperaturväxlingar, lågfrekvent buller, tunga lyft samt helkroppsvibrationer.
Arbetsmiljöverkets undersökning våren 2010 visar att många transportarbetsgivare saknar kunskap om riskerna med helkroppsvibrationer.